# جوناثان جونز (لاعب كرة قدم أمريكية)
جوناثان جونز (بالإنجليزية: Jonathan Jones)‏ هو لاعب كرة قدم أمريكية أمريكي، ولد في 20 سبتمبر 1993 في كارولتون في الولايات المتحدة.

## وصلات خارجية
- جوناثان جونز على موقع الاتحاد الدولي لألعاب القوى (الإنجليزية)
- جوناثان جونز على موقع مرجع كرة القدم المحترفة.كوم (الإنجليزية)